# خوسيتو
خوسيه إغليسياس فيرنانديز (بالإسبانية: José Iglesias Fernández)‏ مواليد 23 ديسمبر 1926 في سمورة - الوفاة 12 يوليو 2007 في غرناطة، المعروف بخوسيتو، كان لاعب كرة قدم إسباني كان يلعب كلاعب وسط.

## المسيرة الاحترافية

### أندية لعب لها
- نادي سمورة
- ريال بلد الوليد
- نادي سالامانكا
- راسينغ سانتاندير
- ريال مدريد
- نادي ليفانتي
- رايو فايكانو

## روابط خارجية
- خوسي إغليسياس على موقع قاعدة بيانات كرة القدم.إي يو (الإنجليزية)
- خوسي إغليسياس على موقع ناشيونال فوتبول تيمز (الإنجليزية)
- خوسي إغليسياس على موقع عالم كرة القدم.نت (الإنجليزية)